# Historia del uniforme del Real Madrid Club de Fútbol

## Historia y evolución

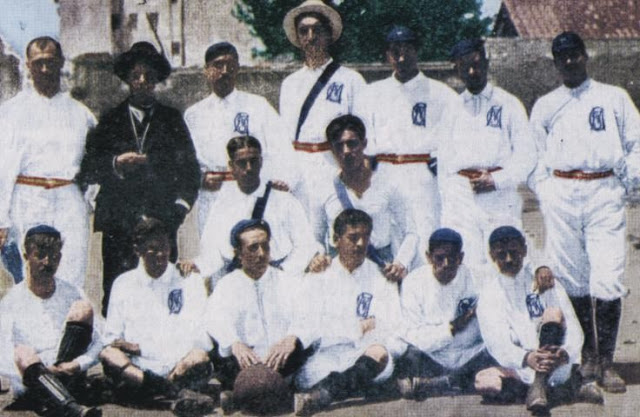
Primer uniforme con los colores nacionales.

El origen del uniforme madridista surge en consonancia con el origen de la implantación del nuevo deporte, el football. Todos los primitivos “equipiers” al despojarse su ropa de calle quedaban en ropa interior, camisa y short blanco. Para diferenciarse usaban unas bandas de color atravesando el pecho que, lógicamente, se desprendían en el transcurso del juego. Ello llevó a que los distintos clubes buscaran nuevos uniformes y que el Madrid Football Club, decano de los clubes madrileños, reivindicase para sí el uso de uno totalmente blanco tal y como figura en sus estatutos fundacionales.
En ellos, datados en 1902 se establece:

“El uniforme reglamentario será para los partidos ordinarios pantalón azul oscuro, corto y recto, blusa blanca y medias oscuras, y para los partidos extraordinarios será: pantalón y blusa blancos, medias negras con vueltas y cinturón con los colores nacionales, completando este uniforme un casquete azul oscuro”.

Con el tiempo se pasó a utilizar siempre el pantalón y la camiseta blancos, aunque en 1911 se cambió el color negro de las medias por un azul oscuro, mientras que el cinturón continuó presente en algunos jugadores hasta aproximadamente 1915.
Salvando el breve cambio de uniforme en 1925 a imitación del Corinthian Football Club (club inspiración del Real Madrid en sus orígenes) como cambio más significativo en la historia de la equipación, consistentes en camisa blanca de una tonalidad cruda, y shorts y medias negras —la cual tras una serie de tropiezos deportivos la señalaron como portadora de mal augurio, por lo que se volvió a las tonalidades más tradicionales del color blanco—, el siguiente cambio en el uniforme madridista no se dio hasta 1955, año en el que las medias también pasaron a ser blancas. De este modo, el uniforme madridista alcanzó su color blanco en toda su indumentaria. Fue totalmente de blanco cuando el club alcanzó sus mayores éxitos, especialmente a nivel internacional, y se mantuvo inalterable salvo pequeñas variaciones en el diseño del cuello hasta la década de los años 1980, fecha en la que la publicidad comenzó a asentarse en el mundo futbolístico.
Es el primer año de esa década cuando se produjo una innovación significativa cuando el club suscribió un contrato con la marca deportiva Adidas por el que pasó a ser su proveedor oficial y las tres bandas características de la firma alemana aparecieron por primera vez en las camisetas en un leve color morado. Después, en 1982, llegó Zanussi como el primer patrocinador oficial y recibiendo por ello cien millones de pesetas a cambio de que el nombre apareciese estampado en el pecho de la camiseta. Desde entonces, ambos distintivos han sido una tónica en los uniformes futbolísticos.
Las últimas novedades distintivas se dieron en la temporada 2006-07 con la incorporación del logotipo FIFA al Mejor Club del Siglo XX. Este galardón fue otorgado por la FIFA al club por sus innumerables éxitos durante el citado siglo y que incluían sobre todo siete Copas de Europa —más que ningún otro club del Viejo Continente—, a las que posteriormente se añadieron otras ocho en el siglo XXI, para un récord total de quince. Otros detalles se añadieron en la temporada 2009-10 cuando al igual que el logotipo de mejor club se añadió un parche en homenaje al Estadio Santiago Bernabéu, así como el de la temporada 2012-13 en la manga derecha acreditando los 110 años de existencia del club.

### La banda en el pecho
Con el paso del tiempo, en ocasiones se ha atribuido a la historia del uniforme madridista el porte de una banda morada que atravesaba la camiseta en sus primeros años. La inexistencia de fehacientes escritos, afirmaciones o testimonios de la época al respecto, derivan en variopintas lecturas.
Una de las teorías, irrefutable y siempre apoyada por las escasas fotografías en blanco y negro de la época —de confusa interpretación—, era que estas bandas eran portadas por los jugadores como un mero añadido de color azul o rojo, para diferenciarse entre ellos en los partidos de preparación (a semejanza de los pelotaris, deporte de gran tradición y arraigo en la época). Son precisamente estos dos colores, junto al blanco, los que adoptan la mayoría de clubes existentes para conformar sus uniformes. Los madridistas no son ajenos a esta situación, y así quedó reflejado en el primer encuentro conocido entre sus integrantes al no tener camisas diferentes para todos los jugadores. Así jugaron los de banda roja contra los de banda azul. La otra teoría, de mayor dificultad para su afirmación, era que entre esas bandas existían unas de un tercer tinte, morado. Dentro de esta suposición, el origen de este color y su influencia también tiene un tortuoso camino en la historia de la entidad.

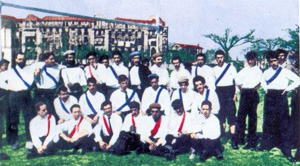
Primer partido del club, de preparación, entre sus propios integrantes (azules vs. rojos).

Fue en la junta constitutiva de marzo de 1902 cuando se acordaron los colores a vestir, a expensas de quedar reflejados oficialmente en los estatutos. A vuelapluma, según informaba una reseña del Heraldo de Madrid en su edición del día 15: «[...] fue sometido a discusión en la Junta citada del “Madrid Foot-Ball Club” el color del uniforme que ha de lucir el “team” que ha de tomar parte en el concurso (Concurso Madrid de Foot-ball Association), y quedó acordado en un principio, sin perjuicio de las modificaciones que se juzguen precisas, que sea pantalón y camisa blancos, medias y gorra azules y banda morada con el escudo de Madrid bordado en colores». Y efectivamente fue cambiada, quedando dicho apartado en los estatutos fundacionales de la siguiente manera:

Capítulo 4.º - Artículo 18.º

“El uniforme reglamentario será para los partidos ordinarios pantalón azul oscuro, corto y recto, blusa blanca y medias oscuras, y para los partidos extraordinarios será pantalón y blusa blancos, medias negras con vueltas y cinturón con los colores nacionales, completando este uniforme un casquete azul oscuro”.

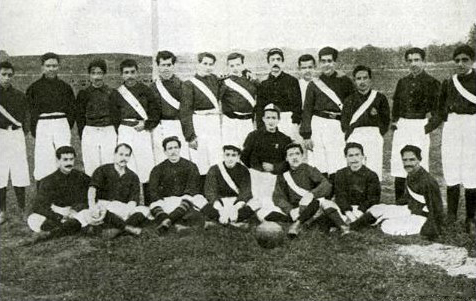
Antecesores del club portando una banda blanca.

En las instantáneas del mencionado torneo —que resultó ser la semilla del Campeonato de España—, no portaron ninguna banda, quedando pues sin resolverse si llegaron a utilizarlas alguna vez. La adopción del tono morado, como indicativo de la región histórica de Castilla y su pendón, es la teoría más aceptada y extendida, y a ella refieren historiadores como Manuel Rosón, pese a no constar en los escritos oficiales conservados del club, y abierta pues a interpretaciones. Rosón escribiría dos décadas después en un libro sobre la historia «merengue»: “La blusa está cruzada por una ancha banda morada, representativa del austero color de Castilla, en la que figura el escudo de Madrid bordado en colores”. Era la primera vez que se leía un aparente motivo a su elección, y la única, ya que la otra errónea y extendida teoría sobre que el morado del club proviene de la instauración republicana de 1931 quedó desmentida al encontrarse documentación de los años veinte en la que el morado, y concretamente en la banda del escudo y en la bandera del club, ya estaba presente.
La banda fue también un signo de diferenciación del club que fue el embrión madridista, el Sky Football, y del que probablemente se tomó la idea al ser muchos de los socios madridistas exintegrantes de dicha sociedad. Así consta en los archivos de la época, los cuales muestran imágenes de los equipiers con camisas oscuras —presumiblemente azules o rojas—, sobre la que portaban una banda blanca en el pecho.
Del mismo modo y al igual que el casquete, pareciera ser un atuendo del uniforme que no llegó a popularizarse. Así, la banda divisa era representación de la faja heráldica, a semejanza de los portados por militancia y realeza en sus uniformes para magnos eventos, tuvo escasa extrapolación al foot-ball pese a sus intentos de implantación. Uno de ellos se produjo a finales de 1902, cuando el Madrid organizó un nuevo torneo denominado «Concurso de Bandas» debido al premios ofrecido: un set de bandas bordadas «por distinguidas señoritas» [sic.].

## Evolución del uniforme
Desde sus orígenes el color principal del uniforme ha sido el color blanco, desde que lo adoptasen para sí al ser el equipo más antiguo de la capital. Desde entonces, las variaciones en ese sentido han sido ínfimas o casi imperceptibles para no perder la identidad que ello supone en el club. Es por ello que en muchas ocasiones, únicamente una evolución en el escudo, el cambio de patrocinador, o los colores de las medias o shorts fuesen los cambios más significativos de una temporada a otra. En ese sentido, cabe destacar la equipación utilizada por el club en sus enfrentamientos de la primera Copa Intercontinental, donde el club sustituyó su emblema por el de la UEFA, como representante europeo en la competición, y siendo la única ocasión en la que el club lo ha portado.
El 27 de mayo de 1981, el club blanco lució el distintivo de una marca comercial, Adidas, por primera vez en su historia al mostrar tres bandas moradas en las mangas, los costados del pantalón y en la vuelta de las calzas. Esto tuvo lugar en la final de la Copa de Europa contra el Liverpool Football Club en el Parc des Princes de París y en la temporada siguiente se le incorporó el logotipo de la empresa alemana al pecho de la camiseta.
El 30 de junio de 1982, el equipo merengue hizo oficial el acuerdo con Zanussi con el que se convertía el primer patrocinador de la historia.
Al comienzo de la temporada 1985-86, el equipo comenzó jugando los dos primeros meses de competición con camisetas sin publicidad. El 23 de septiembre de 1985, la directiva blanca decidió que el equipo luciría un parche con los anillos olímpicos cambiados y sobre la inscripción "BARCELONA'92" en la camiseta (justo debajo del logotipo de Adidas) durante los partidos de la Copa de la UEFA para mostrar su apoyo a la candidatura de Barcelona a los Juegos Olímpicos de 1992. El 2 de octubre de 1985, el equipo blanco exhibió el anagrama olímpico de Barcelona en la camiseta por primera vez en la victoria por 5-0 contra el A. E. K. de Atenas. Sin embargo, el 24 de octubre de 1985 el club firmó un acuerdo de patrocinio con la compañía italiana de alimentación Parmalat. La normativa UEFA de entonces prohibía llevar más de un reclamo publicitario en la camiseta y tampoco permitía cambiar la publicidad hasta finalizar la temporada en curso. Por esta razón, la UEFA prohibió al equipo blanco llevar la publicidad de Parmalat en competición europea. Sin embargo, el club blanco recurrió la decisión alegando que dicho anagrama no era publicidad porque no reportaba dinero alguno a las arcas del club. La escuadra merengue no pudo mostrar la publicidad durante 3 partidos hasta que el 8 de enero de 1986 la UEFA aceptó las alegaciones y dio la autorización.
El 19 de julio de 1989, la entidad madridista alcanzó un acuerdo de patrocinio con la empresa asturiana de productos lácteos Reny Picot. Sin embargo, dicho patrocinio solo duró una temporada: la 1989-90.
El 21 de diciembre de 1993, el equipo blanco lució una camiseta con el lema "Drogas no" durante un partido que enfrentó al Real Madrid y a un combinado de jugadores de la Liga española. Este encuentro, de carácter amistoso, tenía un fin solidario que era recaudar dinero para la ONG Proyecto Hombre en la lucha contra la drogadicción.
Desde la temporada 2000-01, en los partidos de la Liga de Campeones de la UEFA el equipo blanco adorna la manga izquierda de la camiseta con la insignia de ganador múltiple que la UEFA permitió mostrar a los clubes que se quedaron con el trofeo de forma permanente. La insignia original era un óvalo azul en el que había un contorno del trofeo actual en blanco, superpuesto con parte del logotipo de Starball de la Liga de Campeones. Encima del trofeo está el número total de títulos que ostenta el club. A partir de 2012, la insignia se volvió gris con un nuevo diseño.
En 2002, año del centenario, el club varió su equipación para dejarla lo más simple posible y totalmente blanca (sin publicidad ni patrocinio) en recuerdo de las históricas equipaciones de años atrás. La única publicidad que llegó a lucir en el primer tramo de la temporada 2001-02 fue la de la propia página web oficial del club, recién creada en esa fecha. Además, lució el logo creado a efecto para conmemorar el centenario (1902-2002) en la manga izquierda de la camiseta.
En 2006, la FIFA declaró al Real Madrid como «mejor club del siglo XX», y en la temporada 2006-07 el equipo merengue lució en la camiseta un logotipo en honor a tal distinción.
En 2007, el club blanco alcanzó un acuerdo de patrocinio con la casa de apuestas bwin. Sin embargo, dado las distintas legislaciones de los países europeos en cuestión de publicidad de casas de apuestas, el equipo blanco jugó varios partidos de la Liga de Campeones de la UEFA sin mostrar publicidad en la camiseta por la prohibición.
En las temporadas 2008-09 y 2009-10, el equipo lució la bandera de España en los partidos de Liga de Campeones de la UEFA. Estaba situado en el lado derecho del pecho de la camiseta.
El acuerdo de la dubaití Fly Emirates con el club como patrocinador principal, iniciado en 2013 y renovado hasta 2023, reporta al club 71 millones de euros anuales —cifra más alta entre los clubes europeos—, mientras que el proveedor principal, la alemana Adidas, ligado al club desde 1998 y renovado hasta 2031, reportan más de 120 millones anuales sin contabilizar los más de 25 que percibía por las tiendas, lo que supone más de mil seiscientos millones en los últimos doce años de contrato —también el más alto firmado nunca por un patrocinio en fútbol—. Desde 2020, las tiendas son operadas por el grupo estadounidense Legends, con la intención de superar los 30 millones anuales.
El 24 de mayo de 2014, después de coronarse campeón de la Liga de Campeones, el equipo blanco se ganó el derecho de lucir el parche conmemorativo en la máxima competición europea durante la temporada 2014-15. El parche es de color azul oscuro y muestra la silueta del trofeo de "La Orejona" con el año de la conquista del título y está situado en la manga derecha de la camiseta. En la manga izquierda luce también un parche rectangular azul que incluye el logotipo de la UEFA y el lema "RESPECT". Desde la temporada 2021-22, en la manga izquierda muestra el logotipo de UEFA Foundation.
En 2014, tras proclamarse campeón del Mundial de Clubes, el equipo lució por primera vez el parche dorado que le acredita como campeón mundial en la parte derecha de la camiseta y encima del escudo de Adidas como reconocimiento del título. Lo mostró por primera vez el 4 de enero de 2015 en la jornada 17 del Campeonato Nacional de Liga.
En la temporada 2020-21, el equipo blanco lució por primera vez el parche dorado de campeón de la Liga durante todos los partidos de esta competición. Se encuentra colocado en la manga derecha de la camiseta, justo encima del parche de LaLiga (hasta la temporada 2016-17 el parche mostrando "LFP").
Así las cosas, los cambios más significativos fueron en las medias. Su equipación inicial de medias negras con ribetes abanderados con los colores de España, al igual que los shorts, fue variando hasta adoptar el color blanco en completa consonancia con el resto del uniforme. De negras pasaron a ser azules con detalles en blanco, y ambos colores se fueron alternando hasta 1955, fecha en la que el blanco pasó a ser el definitivo color.
Desde 1955, fecha ya señalada del último cambio significativo, el club no ha variado nunca más sus colores. Es entonces cuando con la aparición de los patrocinadores deportivos años después y con la evolución del escudo de la entidad se han ido produciendo los cambios reflejados a continuación:
- Camisa blanca, short blanco, medias negras (1902-1911) Primer uniforme oficial frente a otras sociedades.
- Camisa blanca, short blanco, medias azules (1911-1925) Vaariación de medias a un tono azul y supresión de las banderas con los colores nacionales.
- Camisa blanca, short negro, medias negras (1925-1926) Adopción de los colores del Corinthian Football Club.
- Camisa blanca, short blanco, medias azules (1926-1931) Vuelta al uniforme anterior.
- Camisa blanca, short blanco, medias negras (1931-1954) Las medias pasan nuevamente a ser negras.
- Camisa blanca, short blanco, medias azules (1954-1955) Las medias pasan nuevamente a ser azules.
- Camisa blanca, short blanco, medias blancas (1955-act.) Por primera vez las medias se tornan blancas, perdurando así los colores desde entonces.

## Variaciones
| 1902-1908 | 1908-1911 | 1911-1914 | 1914-1920 | 1920-1925 | 1925-1926 | 1926-1931 | 1931-1941 | 1941-1952 | 1953-1954 |

| 1954-1955 | 1955-1975 | 1975-1981 | 1981-1982 | 1982-1984 | 1984-1986 | 1986-1989 | 1989-1990 | 1990-1992 | 1992-1993 |

| 1993-1994 | 1994-1996 | 1996-1997 | 1997-1998 | 1998-2000 | 2000-2001 | 2001-2002 | 2002-2003 (4) | 2003-2004 | 2004-2005 |

| 2005-2006 | 2006-2007 | 2007-2008 | 2008-2009 | 2009-2010 | 2010-2011 | 2011-2012 | 2012-2013 | 2013-2014 | 2014-2015 |

| 2015-2016 | 2016-2017 | 2017-2018 | 2018-2019 | 2019-2020 | 2020-2021 | 2021-2022 | 2022–2023 | 2023–2024 | 2024–2025 |

| 2025–2026 |

| 1902-1908 | 1908-1911 | 1911-1914 | 1914-1920 | 1920-1925 | 1925-1926 | 1926-1931 | 1931-1941 | 1941-1952 | 1953-1954 |

| 1954-1955 | 1955-1975 | 1975-1981 | 1981-1982 | 1982-1984 | 1984-1986 | 1986-1989 | 1989-1990 | 1990-1992 | 1992-1993 |

| 1993-1994 | 1994-1996 | 1996-1997 | 1997-1998 | 1998-2000 | 2000-2001 | 2001-2002 | 2002-2003 (4) | 2003-2004 | 2004-2005 |

| 2005-2006 | 2006-2007 | 2007-2008 | 2008-2009 | 2009-2010 | 2010-2011 | 2011-2012 | 2012-2013 | 2013-2014 | 2014-2015 |

| 2015-2016 | 2016-2017 | 2017-2018 | 2018-2019 | 2019-2020 | 2020-2021 | 2021-2022 | 2022–2023 | 2023–2024 | 2024–2025 |

| 2025–2026 |

| 1902-1908 | 1908-1911 | 1911-1914 | 1914-1920 | 1920-1925 | 1925-1926 | 1926-1931 | 1931-1941 | 1941-1952 | 1953-1954 |

| 1954-1955 | 1955-1975 | 1975-1981 | 1981-1982 | 1982-1984 | 1984-1986 | 1986-1989 | 1989-1990 | 1990-1992 | 1992-1993 |

| 1993-1994 | 1994-1996 | 1996-1997 | 1997-1998 | 1998-2000 | 2000-2001 | 2001-2002 | 2002-2003 (4) | 2003-2004 | 2004-2005 |

| 2005-2006 | 2006-2007 | 2007-2008 | 2008-2009 | 2009-2010 | 2010-2011 | 2011-2012 | 2012-2013 | 2013-2014 | 2014-2015 |

| 2015-2016 | 2016-2017 | 2017-2018 | 2018-2019 | 2019-2020 | 2020-2021 | 2021-2022 | 2022–2023 | 2023–2024 | 2024–2025 |

| 2025–2026 |

| 1902-1908 | 1908-1911 | 1911-1914 | 1914-1920 | 1920-1925 | 1925-1926 | 1926-1931 | 1931-1941 | 1941-1952 | 1953-1954 |

| 1954-1955 | 1955-1975 | 1975-1981 | 1981-1982 | 1982-1984 | 1984-1986 | 1986-1989 | 1989-1990 | 1990-1992 | 1992-1993 |

| 1993-1994 | 1994-1996 | 1996-1997 | 1997-1998 | 1998-2000 | 2000-2001 | 2001-2002 | 2002-2003 (4) | 2003-2004 | 2004-2005 |

| 2005-2006 | 2006-2007 | 2007-2008 | 2008-2009 | 2009-2010 | 2010-2011 | 2011-2012 | 2012-2013 | 2013-2014 | 2014-2015 |

| 2015-2016 | 2016-2017 | 2017-2018 | 2018-2019 | 2019-2020 | 2020-2021 | 2021-2022 | 2022–2023 | 2023–2024 | 2024–2025 |

| 2025–2026 |

| 1902-1908 (2) | 1908-1911 | 1911-1914 | 1914-1920 | 1920-1925 | 1925-1926 | 1926-1931 | 1931-1939 | 1941-1952 | 1939-1941 |

| 1955-1959 | 1960-1979 | 1979–1981 | 1981-1982 | 1982-1985 | 1985-1986 | 1986-1989 | 1989-1990 | 1990-1992 | 1992-1993 |

| 1993-1994 | 1994-1996 | 1996-1997 | 1997-1998 | 1998-1999 | 1999-2001 | 2001-2002 | 2002-2003 2 | 2003-2004 | 2004-2005 |

| 2005-2006 | 2006-2007 | 2007-2008 | 2008-2009 | 2009-2010 | 2010-2011 | 2011-2012 | 2012-2013 | 2013-2014 | 2014-2015 |

| 2015-2016 | 2016-2017 | 2017-2018 | 2018-2019 | 2019-2020 | 2020-2021 | 2021-2022 | 2022-2023 | 2023-2024 | 2024-2025 |

| 2025–2026 |

| 1902-1908 (2) | 1908-1911 | 1911-1914 | 1914-1920 | 1920-1925 | 1925-1926 | 1926-1931 | 1931-1939 | 1941-1952 | 1939-1941 |

| 1955-1959 | 1960-1979 | 1979–1981 | 1981-1982 | 1982-1985 | 1985-1986 | 1986-1989 | 1989-1990 | 1990-1992 | 1992-1993 |

| 1993-1994 | 1994-1996 | 1996-1997 | 1997-1998 | 1998-1999 | 1999-2001 | 2001-2002 | 2002-2003 2 | 2003-2004 | 2004-2005 |

| 2005-2006 | 2006-2007 | 2007-2008 | 2008-2009 | 2009-2010 | 2010-2011 | 2011-2012 | 2012-2013 | 2013-2014 | 2014-2015 |

| 2015-2016 | 2016-2017 | 2017-2018 | 2018-2019 | 2019-2020 | 2020-2021 | 2021-2022 | 2022-2023 | 2023-2024 | 2024-2025 |

| 2025–2026 |

| 1902-1908 (2) | 1908-1911 | 1911-1914 | 1914-1920 | 1920-1925 | 1925-1926 | 1926-1931 | 1931-1939 | 1941-1952 | 1939-1941 |

| 1955-1959 | 1960-1979 | 1979–1981 | 1981-1982 | 1982-1985 | 1985-1986 | 1986-1989 | 1989-1990 | 1990-1992 | 1992-1993 |

| 1993-1994 | 1994-1996 | 1996-1997 | 1997-1998 | 1998-1999 | 1999-2001 | 2001-2002 | 2002-2003 2 | 2003-2004 | 2004-2005 |

| 2005-2006 | 2006-2007 | 2007-2008 | 2008-2009 | 2009-2010 | 2010-2011 | 2011-2012 | 2012-2013 | 2013-2014 | 2014-2015 |

| 2015-2016 | 2016-2017 | 2017-2018 | 2018-2019 | 2019-2020 | 2020-2021 | 2021-2022 | 2022-2023 | 2023-2024 | 2024-2025 |

| 2025–2026 |

| 1902-1908 (2) | 1908-1911 | 1911-1914 | 1914-1920 | 1920-1925 | 1925-1926 | 1926-1931 | 1931-1939 | 1941-1952 | 1939-1941 |

| 1955-1959 | 1960-1979 | 1979–1981 | 1981-1982 | 1982-1985 | 1985-1986 | 1986-1989 | 1989-1990 | 1990-1992 | 1992-1993 |

| 1993-1994 | 1994-1996 | 1996-1997 | 1997-1998 | 1998-1999 | 1999-2001 | 2001-2002 | 2002-2003 2 | 2003-2004 | 2004-2005 |

| 2005-2006 | 2006-2007 | 2007-2008 | 2008-2009 | 2009-2010 | 2010-2011 | 2011-2012 | 2012-2013 | 2013-2014 | 2014-2015 |

| 2015-2016 | 2016-2017 | 2017-2018 | 2018-2019 | 2019-2020 | 2020-2021 | 2021-2022 | 2022-2023 | 2023-2024 | 2024-2025 |

| 2025–2026 |

| 1965-1966 | 1971-1973 | 1997-1998 | 1998-1999 | 1999-2001 | 2001-2002 | 2002-2003 | 2003-2004 | 2004-2005 |

| 2005-2006 | 2006-2007 | 2007-2008 | 2008-2009 | 2009-2010 | 2010-2011 | 2011-2012 | 2012-2013 | 2013-2014 |

| 2014-2015 | 2015-2016 | 2016-2017 | 2016 | 2017-2018 | 2018-2019 | 2019-2020 | 2020-2021 |  | 2020 |

| 2021-2022 | 2022 | 2022-2023 | 2023-2024 | 2024-2025 | 2025-2026 |

| 1965-1966 | 1971-1973 | 1997-1998 | 1998-1999 | 1999-2001 | 2001-2002 | 2002-2003 | 2003-2004 | 2004-2005 |

| 2005-2006 | 2006-2007 | 2007-2008 | 2008-2009 | 2009-2010 | 2010-2011 | 2011-2012 | 2012-2013 | 2013-2014 |

| 2014-2015 | 2015-2016 | 2016-2017 | 2016 | 2017-2018 | 2018-2019 | 2019-2020 | 2020-2021 |  | 2020 |

| 2021-2022 | 2022 | 2022-2023 | 2023-2024 | 2024-2025 | 2025-2026 |

| 1965-1966 | 1971-1973 | 1997-1998 | 1998-1999 | 1999-2001 | 2001-2002 | 2002-2003 | 2003-2004 | 2004-2005 |

| 2005-2006 | 2006-2007 | 2007-2008 | 2008-2009 | 2009-2010 | 2010-2011 | 2011-2012 | 2012-2013 | 2013-2014 |

| 2014-2015 | 2015-2016 | 2016-2017 | 2016 | 2017-2018 | 2018-2019 | 2019-2020 | 2020-2021 |  | 2020 |

| 2021-2022 | 2022 | 2022-2023 | 2023-2024 | 2024-2025 | 2025-2026 |

| 1965-1966 | 1971-1973 | 1997-1998 | 1998-1999 | 1999-2001 | 2001-2002 | 2002-2003 | 2003-2004 | 2004-2005 |

| 2005-2006 | 2006-2007 | 2007-2008 | 2008-2009 | 2009-2010 | 2010-2011 | 2011-2012 | 2012-2013 | 2013-2014 |

| 2014-2015 | 2015-2016 | 2016-2017 | 2016 | 2017-2018 | 2018-2019 | 2019-2020 | 2020-2021 |  | 2020 |

| 2021-2022 | 2022 | 2022-2023 | 2023-2024 | 2024-2025 | 2025-2026 |

Notas:

## Proveedores y patrocinadores
| Periodo      | Proveedor | Patrocinador             | Patrocinador secundario |
| ------------ | --------- | ------------------------ | ----------------------- |
| 1902-1965    | Ninguno   | Ninguno                  | Ninguno                 |
| 1965-1970    | [ 34 ]    | Ninguno                  | Ninguno                 |
| 1970-1981    | Mont-Halt | Ninguno                  | Ninguno                 |
| 1981-1982    | [ 35 ]    | Ninguno                  | Ninguno                 |
| 1982-1985    | [ 35 ]    |                          | Ninguno                 |
| 1985-1986    | [ 35 ]    |                          | Ninguno                 |
| 1986-1989    | [ 36 ]    |                          | Ninguno                 |
| 1989-1990    | [ 36 ]    | ILAS S. A. Reny Picot    | Ninguno                 |
| 1990-1992    | [ 36 ]    |                          | Ninguno                 |
| 1992-1994    | [ 36 ]    |                          | Ninguno                 |
| 1994-1998    | [ 37 ]    |                          | Ninguno                 |
| 1998-2001    | [ 38 ]    |                          | Ninguno                 |
| 2001-2002(5) | [ 38 ]    | Realmadrid.com / Ninguno | Ninguno                 |
| 2002-2005    | [ 38 ]    |                          | Ninguno                 |
| 2005-2006    | [ 38 ]    |                          | Ninguno                 |
| 2006-2007    | [ 38 ]    |                          | Ninguno                 |
| 2007-2013    | [ 38 ]    |                          | Ninguno                 |
| 2013-2023(6) | [ 38 ]    |                          | Ninguno                 |
| 2023–2024    | [ 39 ]    |                          | Ninguno                 |
| 2024-2026    | [ 39 ]    | [ 40 ]                   |                         |
| 2026-2027    | [ 39 ]    | [ 40 ]                   | Desconocido             |
| 2027-2028    | [ 39 ]    | Desconocido              |                         |

Notas: No fue hasta la década de 1980 cuando el club adoptó la incorporación de patrocinadores y publicidad en su uniforme. Hasta entonces las firmas o fábricas deportivas que confeccionaban la vestimenta no se encontraban patentes ni a la vista.

## Influencias en/de otros clubes

### Corinthian Football Club

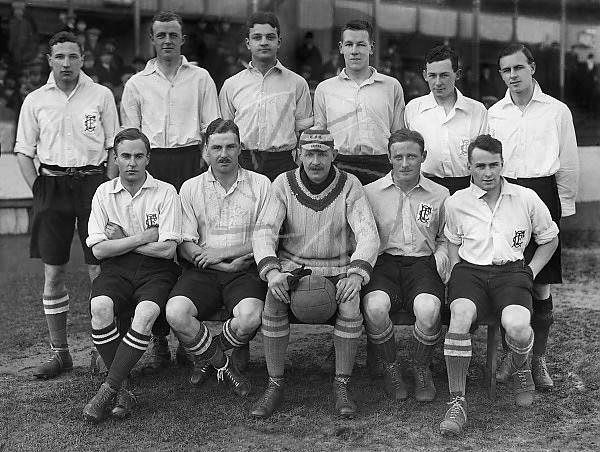
Instantánea del Corinthian F. C. del que se tomaron brevemente los colores.

Durante la temporada 1925-26 se produjo el primer y único gran cambio en la vestimenta del club. Patricio Escobal y Félix Quesada —integrantes del primer equipo— decidieron tras un viaje a Inglaterra proponer un cambio en los colores del uniforme del club por uno a semejanza del usado por el célebre Corinthian Football Club. Este conjunto londinense amateur gozaba de una gran fama mundial por su juego elegante y deportivo y su rechazo total del profesionalismo, además del gran potencial que pese a ello mostraban. No en vano, fueron capaces de derrotar a grandes equipos profesionales sin que ninguno pudiera equipararse a ellos. Su uniforme estaba compuesto por una camisa abotonada de seda blanca cruda y un pantalón negro.
Los futbolistas pretendieron que aquellos fueran los nuevos colores del equipo madrileño en admiración y reconocimiento a los ingleses —a quien sus hazañas llevaron también a la creación del Sport Club Corinthians Paulista brasileño—, y así fue durante una temporada pese al disgusto del presidente Pedro Parages. Sin embargo, un suceso llevó a la sustitución de la novedosa indumentaria. El club fue goleado por el Football Club Barcelona por 1-5 en el Estadio de Chamartín en un partido de Copa. En el encuentro de vuelta volvieron a perder, por 3-0, por lo que envalentonado por el rotundo fracaso Parages entró en el vestuario de Les Corts echando la culpa de la derrota al mal fario de los uniformes «corinthianos» y mandó al encargado del material que se deshiciese de ellos. El Madrid Football Club recuperó así su tradicional tonalidad de blanco y se olvidaba del pantalón negro.

### Leeds United Association Football Club
Al igual que por admiración a otro club los madrileños cambiaron durante un año su vestimenta en favor de la habitual del Corinthian Football Club inglés, en Inglaterra ocurrió algo similar con la vestimenta del club madridista. El Leeds United Association Football Club cambió el color habitual de su uniforme en los años 1960 por el habitual de los españoles después de que el conocido como el «Madrid de Di Stéfano» venciera la Copa de Europa 1959-60 ganando por 7-3 al Eintracht Frankfurt Fußball.
Aquel partido de Hampden Park, Glasgow, fue presenciado en las gradas por Don Revie, mánager del conjunto inglés. Fue tal el impacto del juego madridista que decidió que el equipo de Elland Road dejara su uniforme con camiseta azul y amarilla por uno blanco total para darle un nuevo rumbo ganador a su equipo, como así manifestó.

"Llevamos una vida vistiendo de azul y amarillo. ¿Qué hemos ganado desde entonces? Nada. A partir de ahora, este equipo deja de ser un perdedor, porque lo entreno yo. Y yo no soy un perdedor. ¿Saben qué equipo ha ganado más títulos en el mundo? Pues el Real Madrid. ¿Saben de qué color viste el Real Madrid? De blanco. Bueno, desde este mismo momento, este equipo jugará de blanco. Será una señal inequívoca de que este Leeds es, desde este momento, un ganador".
Don Revie. Marzo de 1961. Leeds.

Como curiosidad destacar que desde entonces el Leeds se convirtió en uno de los mejores equipos de Inglaterra ganando numerosos títulos hasta la década de los años 1980 cambiando la historia de los leodensians.

### Real Salt Lake
El Real Salt Lake, equipo de la Major League Soccer estadounidense, fue creado en 2004 por Dave Checketts en Salt Lake City y como declarado seguidor del club madrileño le antepuso la palabra «Real» antes del nombre de la ciudad tras recibir su consentimiento. Fruto de ello ambas entidades cerraron un acuerdo de colaboración por un período de diez años en la creación de escuelas, la difusión de los contenidos televisivos o enfrentamientos en amistosos como el disputado el verano de 2006. Para los colores del uniforme sin embargo, estipularon utilizar los mismos que los de la selección española, aunque sí adoptaron el blanco para su uniforme alternativo.
Del mismo modo y al pertenecer a la misma entidad, la Utah Soccer Holdings, el Utah Royals Football Club femenino y el Real Monarchs de la USL Championship adoptaron también a su denominación la palabra «Real» en su traducción inglesa. Sus segundos uniformes son del mismo modo blancos como el del club español.

### Club Real Potosí
En este caso, fue el Club Real Potosí de la Primera División de Bolivia el que adoptó no solo colores sino emblemas y denominaciones del club madridista para formar el suyo propio. En el caso, tomando el color morado como principal, y el blanco como secundario, a la inversa que los madrileños.
En 1994, el club Academia de Fútbol Real Potosí se fusionó con el antiguo club del Banco Minero (BAMIN) por lo que pasó a llamarse Bamin Real Potosí desapareciendo a partir de 1994 la denominación de Bamin debido a que su presidente era presumiblemente un fanático del club español, para que quedase a mayor semejanza. El club disputa la Liga del Fútbol Profesional Boliviano.

### Real Aurelio Football Academy
De igual modo, el Real Aurelio Football Academy de Roma tomó el escudo y denominación del club para idear los suyos propios en su nacimiento en el verano de 2015. La escuela formativa, ligada a la Associazione Calcistica Perugia Calcio, tomó de ella el color rojo para su equipación, siendo una de las principales escuelas de su área en el ámbito formativo.

### Club Deportivo TACON y Madrid Club de Fútbol Femenino
El Club Deportivo TACON fue un club de fútbol femenino de Madrid, fundado por Ana Rossell, que en 2020 se convirtió en la sección femenina del club madridista. Debido a que hasta la fecha la entidad no contaba con un equipo femenino, Rossell lo fundó en Madrid como alternativa para aquellas futbolistas madrileñas que querían jugar en la capital, y con la esperanza de un día poder formalizar la sección en el club del que era aficionada. Así, tomó como referencia el color blanco para la equipación a semejanza del Real Madrid. Fue el mismo motivo que propició la fundación del Madrid Club de Fútbol Femenino por Alfredo Ulloa, quien además en su caso su escudo se diseñó también a semejanza del club blanco.

## Otras equipaciones

### Equipación roja
El club vistió un uniforme completamente rojo en tres partidos de competiciones europeas durante la década de los setenta. Sin embargo, recientes estudios han revelado que el club ya utilizó este color en su uniforme en un encuentro del año 1957. Dicha anécdota se produjo en el partido final del Torneo de París celebrado en el período estival en honor del Racing Club de París. Los madrileños se enfrentaron al Club de Regatas Vasco da Gama, vistiendo de blanco los cariocas, y por no coincidir el color de la indumentaria los españoles vistieron de rojo desconociéndose el porqué de ese color. Sin embargo parece ser que los pantalones pudieran ser de color azul, dejando a 1971 esta vez sí, como la primera vez que el club vestía totalmente de rojo y que usaría en varios partidos más.
La primera de ellas sucedido el 10 de marzo de 1971 en el partido jugado en Cardiff correspondiente a los cuartos de final de la Recopa de Europa 1970-71 que finalizó con derrota por 1-0 frente al Cardiff City Football Club, y utilizada la por similitud de colores con la equipación galesa que era azul y blanca, igual que los dos uniformes madridistas. El partido además, fue el número 100 en competición europea del club. La segunda vez fue el 14 de abril de ese mismo año en las semifinales de la misma competición contra el Philips Sport Vereniging de Eindhoven, siendo el resultado un empate a cero y por mismo motivo de coincidencia de colores. A diferencia de la primera vez, los españoles sí pudieron haber usado el uniforme azul, pero decidió utilizar para así invertir los colores a su favor en el partido de vuelta. La tercera, de nuevo contra el mismo equipo se produjo tras alegar que el azul les daba mal augurio, ya que perdieron la eliminatoria anterior con los neerlandeses, y la última vez que los madrileños vistieron de rojo —aunque a diferencia de las anteriores esta vez fue con las medias blancas— fue también en competición europea el 7 de marzo de 1973 en los cuartos de final de la Copa de Europa 1972-73. Jugados frente al Futbolny Klub Dynamo Kyiv en Odesa, de la entonces Unión Soviética, el partido finalizó con un resultado de empate a cero en la que la gran actuación del portero Mariano García Remón evitó la derrota española —y por la cual recibió el apodo de «El gato de Odesa»— permitiendo el pase del equipo a las semifinales del torneo. Fue el partido número 100 en la Copa de Europa que disputaban los madrileños.
Nota: Los nombres y banderas de los equipos corresponden al momento de la época en la que tuvieron lugar los partidos.
| # | Fecha     | Lugar del encuentro          | Local                              |                               | Resultado |                   | Visitante         | Detalle                  |
| - | --------- | ---------------------------- | ---------------------------------- | ----------------------------- | --------- | ----------------- | ----------------- | ------------------------ |
| - | 14-6-1957 | París, Parc des Princes      | Club de Regatas Vasco da Gama      | Bandera de Brasil             | 4 - 3     | Bandera de España | Real Madrid C. F. | Torneo de París 1957     |
| 1 | 10-3-1971 | Cardiff, Ninian Park         | Cardiff City Football Club         | Bandera de Gales              | 1 - 0     | Bandera de España | Real Madrid C. F. | Recopa de Europa 1970-71 |
| 2 | 14-4-1971 | Eindhoven, Philips Stadion   | Philips Sport Vereniging Eindhoven | Bandera de los Países Bajos   | 0 - 0     | Bandera de España | Real Madrid C. F. | Recopa de Europa 1970-71 |
| 3 | 3-11-1971 | Den Bosch, Stadion de Vliert | Philips Sport Vereniging Eindhoven | Bandera de los Países Bajos   | 2 - 0     | Bandera de España | Real Madrid C. F. | Copa de la UEFA 1971-72  |
| 4 | 7-3-1973  | Odesa, ChMP Central Stadium  | Futbolny Klub Dynamo Kiev          | Bandera de la Unión Soviética | 0 - 0     | Bandera de España | Real Madrid C. F. | Copa de Europa 1972-73   |

Cabe destacar la posibilidad de que la primera vez que vistiera una camiseta roja se produjera en el mes de enero de 1903. Si bien se trató de un encuentro amistoso de preparación entre el primer y segundo equipo del club, el diario El Cardo redactó la crónica de un encuentro que contó con 3000 espectadores. Esta decía: «Durante el partido se pudo apreciar que, si los medios blancos (2.º equipo) avanzaran más, hubieran ayudado mejor a sus delanteros y éstos habrían conseguido dominar a la defensa contraria. El bando blanco lo componían los Sres. López, Maicas, Ochoa, Goros, Góngora, Ochoa, Giralt (A.), Parages, Neyra, Revuelta, Pasquín, y los rojos por los señores Arana, Celada, Giralt (M.), Giralt (P.), Cárdenas, Terreros, Elosegui, Bernouilli, Zavala, Carrascosa y Palacios.». Finalizado en empate, dos observaciones al respecto, una, que los delanteros estaban intercambiados, para mayor interés del público y provecho preparatorio para el club, y otra, que el primer equipo vestía presumiblemente de rojo. Presumiblemente, ya que las tradicionales bandas utilizadas en los primeros compases del club hacía tiempo que no eran reseñadas en publicación alguna, intuyéndose su desaparición, y que desde hacía ya tiempo en toda crónica la referencia a los colores era en alusión a las camisas de los equipos, siendo por tanto, roja en este caso.
Tras 38 años, en el curso 2011-12 recuperó esta camiseta, ya con el uso de terceras equipaciones, que abrieron el abanico cromático del uniforme a elecciones impensables años atrás, porque suelen atender más a motivos de mercadotecnia que a fidelidad con los colores principales de los clubes. Fue utilizada como segunda equipación, la alternativa, en Europa, en memoria de aquellas de los años setenta. Años después, de un tono más coral, fue utilizada nuevamente para la temporada 2018-19.

### Equipación verde
El uso del verde por el Real Madrid C. F. se limita a un único partido amistoso ocurrido el 25 de agosto de 1965 durante una gira llevada a cabo por el club en Sudamérica. El citado día el equipo se enfrentaba en Argentina al Club Atlético River Plate, equipo con una vestimenta similar a los madrileños. Por tal motivo y para evitar confusiones se vieron obligados a jugar con unas camisetas prestadas por parte de los argentinos de color verde ya que los españoles únicamente llevaban su equipación blanca durante la expedición. El encuentro y su estreno con este color finalizó con empate a un gol.
La firma deportiva Adidas tomó dicha anécdota para la temporada 2012-13 como partida para una nueva tercera equipación que usó el equipo durante esa campaña.
Nota: Los nombres y banderas de los equipos corresponden al momento de la época en la que tuvieron lugar los partidos.
| # | Fecha     | Lugar del encuentro                 | Local                     |                      | Resultado |                   | Visitante         | Detalle            |
| - | --------- | ----------------------------------- | ------------------------- | -------------------- | --------- | ----------------- | ----------------- | ------------------ |
| - | 25-8-1965 | Caracas, Estadio Olímpico de la UCV | Club Atlético River Plate | Bandera de Argentina | 1 - 1     | Bandera de España | Real Madrid C. F. | Gira internacional |

### Otras
En la temporada 1974-75, durante el partido de la Recopa de Europa de la UEFA ante el Fram Reykjavik del 18 de septiembre de 1974, el Real Madrid C. F. usó una equipación negra. Dicho color volvería en la temporada 1998-99 como equipación visitante.
En la temporada 2013-14, el Real Madrid C. F. usó como tercera equipación una camiseta de color naranja, una tonalidad inédita en el conjunto merengue, dado que nunca antes había vestido ese color. Pero desde la firma deportiva Adidas dieron una mística explicación, la cual fue que el naranja es el color que le da energía al Real Madrid en la Champions, al ser el color que toma el cielo de Madrid cuando a las 20:45 el sol se esconde por el horizonte cuando empiezan los partidos en la competición europea.

En el mes de junio del 2014, el club presentaría sus equipaciones para la temporada 2014-15, siendo la segunda de un controvertido color rosa. Esta fue calificada como «transgresora» desde el club, que sustituiría al tradicional color azul o morado utilizado por el equipo durante su historia. Pese a todo, la equipación registró uno de los mejores niveles de venta en cuanto a equipaciones alternativas se refiere. Del mismo modo, encargó al diseñador Yohji Yamamoto el diseño de la tercera equipación del conjunto blanco para la Liga de Campeones. El resultado fue una camiseta negra que incluía en el centro un dibujo de dos dragones entrecruzados. Un diseño innovador en el mundo futbolístico que propició numerosos comentarios por lo poco tradicional de la misma por la aparente poca relación identificable entre el club blanco y las bestias de la mitología japonesa. Controvertida como sus equipaciones alternativas predecesoras, la camiseta se presentó como un intento para crear nuevas tendencias en las equipaciones futbolísticas, y como un nuevo reclamo para el mercado asiático. No fue hasta la temporada 2020-21 cuando volvió a repetir tono rosáceo en su vestimenta, esta vez en honor a la recientemente creada sección femenina.
Cabe destacar una innovación en la primera equipación durante la temporada 2016-17, en la que vistió una camiseta blanca hecha con plástico reciclado de desechos encontrados en las costas de las Maldivas, en el Océano Índico. Diseñada por iniciativa de la organización Parley for the Oceans para crear conciencia sobre la contaminación que están recibiendo los océanos del mundo y de la urgente necesidad por crear planes de reciclaje para su erradicación, únicamente se usó en un partido, el 26 de noviembre de 2016 ante el Real Sporting de Gijón. La tarde lluivosa de ese día en la capital hizo que la camiseta recordase a la impoluta de décadas anteriores, dejando espectaculares imágenes para el recuerdo.
Nota: Los nombres y banderas de los equipos corresponden al momento de la época en la que tuvieron lugar los partidos.
| # | Fecha      | Lugar del encuentro               | Local             |                   | Resultado |                   | Visitante              | Detalle                            |
| - | ---------- | --------------------------------- | ----------------- | ----------------- | --------- | ----------------- | ---------------------- | ---------------------------------- |
| 1 | 26-11-2016 | Madrid, Estadio Santiago Bernabéu | Real Madrid C. F. | Bandera de España | 2 - 1     | Bandera de España | Real Sporting de Gijón | Primera División de España 2016-17 |